# 華為P40系列
华为P40、华为P40 Pro和华为P40 Pro+是由华为發佈並基于安卓10的智能手机，于2020年3月26日发布，是华为P30的後續型號。该机也是属于华为P系列历史上独特且唯一的一代带有Kirin 990 5G + Kirin W650 WIFI6+BALONG 5000射频芯片网络制式系列的型号的P系列手机。 上一代旗舰型号；华为P30系列及后续一代型号华为P50系列，以及直到P50系列的后续型号；华为P60系列均为4G网络制式型号的P系列手机。此款也是华为P系列的历史上唯一一款全系列支持带有的5G智能手机，该机属于华为P系列历史上最具里程碑的一款经典5G机型系列。直到2024年，华为P系列改名为华为Pura系列，发布为全新华为Pura70 5G系列手机。 P40 PRO和+也是唯一支持5.5G （5G-A的华为p系列机型
）

## 设计
P40系列的框架采用阳极氧化铝制成。P40和P40 Pro的背面使用哑光大猩猩玻璃，P40 Pro+上则使用陶瓷。P40的屏幕是直板屏，而在P40 Pro和P40 Pro+上华为采用了被称为“四曲满溢屏”的四曲面屏。 显示屏的左上角有一个药丸状的切口，用于放置3200万像素的前置摄像头和环境/接近传感器，在P40 Pro和P40 Pro+上还配备了非支付级红外面部解锁系统。
后置摄像头位于矩形模块中，矩形模块从后面板略微突出。 P40和P40 Pro将提供亮黑色、晨曦金、深海蓝、零度白、冰霜银等五种配色，而P40 Pro +将提供陶瓷白或陶瓷黑。

## 规格

### 硬件
P40系列全系搭载华为海思麒麟990 5G SoC，所有型号均支持5G。
P40搭载了与P30同款的6.1英寸19.5:9 刷新率60Hz 1080p的OLED显示屏。而P40 Pro和P40 Pro+则使用更大的6.58英寸 19.8:9 OLED，具有1200×2640分辨率和90Hz刷新率，支持HDR10和DCI-P3广色域。
P40全系搭载LPDDR4x运存：P40有6/8 GB运存版本可选，P40 Pro与P40 Pro+则配备8 GB内存。P40全系搭载UFS 3.0闪存：P40与P40 Pro支持128/256 GB存储，P40 Pro+支持256/512 GB存储。 通过华为专有的NM存储卡，最大支持256 GB的存储容量扩展。
生物识别选项包括屏下光学指纹传感器和非支付级红外面部解锁系统。
P40搭载3800mAh电池，而P40 Pro和P40 Pro +则使用更大的4200mAh电池。 所有型号均支持快速充电，但是P40不支持无线充电。 P40最大有线充电功率为22.5W，P40 Pro和P40 Pro+的最大有线充电速率为40W。 P40 Pro和P40 Pro+都能够进行反向无线充电，P40 Pro+更能以40W的速率进行无线充电，而P40 Pro只能以27W的速率进行无线充电。
此外，P40具有IP53防水等级，而P40 Pro和P40 Pro+具有IP68等级。

#### 影像
P40系列具有徕卡光学元件，所有型号的广角镜头均为新的“超感知” 5000万像素传感器。 像P30一样，广角镜使用“ SuperSpectrum” 图像传感器 ，其采用RYYB彩色滤光片阵列，华为表示，这将增大进光量，并增强红色和绿色的吸收。
P40搭载后置三摄，矩形阵列由一个50 MP超感知广角镜头，一个16 MP超广角镜头和一个具有3倍光学变焦的8 MP长焦镜头组成。
P40 Pro搭载后置四摄，除P40同规格的50 MP超感知广角镜头外，增加了40MP的华为Mate 30 Pro同款超广角电影镜头，用具有5倍光学变焦的12 MP潜望镜传感器取代了P40的标准长焦镜头，并增加了ToF传感器。
P40 Pro+在P40 Pro的基础上将光学变焦提升到10倍光学变焦的8 MP潜望镜传感器，还增加了一个搭载在P40上的8 MP长焦镜头，称为“超远距双目变焦系统”，同时保留了ToF传感器。
P40全系前置摄像头使用32 MP传感器，该传感器可在P40 Pro和P40 Pro +上自动对焦。 摄像机受益于支持高级计算摄影的XD Fusion Image Engine，以及P40 Pro +上的“ Octa”相位检测自动对焦系统，可实现更快的自动对焦和改进的白平衡传感器。 该软件还通过新的Golden Snap功能得到了改进，该功能可拍摄HDR +连拍照片并自动选择最佳照片。 Profoto摄影棚灯也将作为附件提供。

### 软件
P40系列搭载基于Android 10的EMUI 10.1 。 由于美国一直在对华为实施制裁 ，因此P40的国际型号将不附带或不支持Google流動服務（GMS） （在经过认证的Android设备上提供的专有软件套件，包括Google Play品牌的软件）。华为不被允许销售使用Android商标的设备，因此P40系列繼續採用华为移动服务（HMS）。
由于P40系列是首批运行EMUI 10.1的华为设备，它们由于缺少Google Assistant而引入了华为自己的语音助手Celia。 Celia包含“ Hey Celia”功能，可触发音频搜索。用户在通过“Hey Celia”尝试唤醒Apple设备上的Siri时可能成功。
华为正在推广使用自己的内部平台作为替代品，包括华为AppGallery 商店 （由于Google不在中国开展业务，该商店已在中国型号的华为设备上使用）。 华为表示将投资10亿美元促进AppGallery的软件开发和增长。 与其他Android设备一样，第三方应用程序仍可以通过APK文件进行旁载 ，但是如果应用程序依赖于Google服务，则不能保证完全兼容。 

## 其他
P40系列可由服务店寄送至维修中心进行升级内存，参与活动的手机需要为正品、无私自拆卸与维修。